# Aphis cisticola
Aphis cisticola är en insektsart. Aphis cisticola ingår i släktet Aphis och familjen långrörsbladlöss. Inga underarter finns listade i Catalogue of Life.